# Kärpät Oulu
Kärpät Oulu je finski hokejski klub iz Ouluja, ki je bil ustanovljen leta 1946. S šestimi naslovi finskega državnega prvaka je eden uspešnejših finskih klubov. 

## Lovorike
- Finska liga: 6 (1980/81, 2003/04, 2004/05, 2006/07, 2007/08, 2013/14)

## Upokojene številke
- 10 – Reijo Ruotsalainen